# شر کمتر
شر کمتر (لهستانی: Mniejsze zło) یک فیلم درام لهستانی است که در سال ۲۰۰۹ منتشر شد.

## گزیدهٔ بازیگران
- لسواف ژورک
- یانوش گایوس
- وویچیخ پشونیاک
- آنا رومانتوفسکا
- ماگدالنا چلتسکا
- تامارا آرچیوخ
- اولاف لوباشنکو
- بوریس شیتس
- ادیتا اولشوفکا
- کشیشتف کوالفسکی
- زوفیا چروینسکا
- کشیشتف کلبرگر
- آندژی زابورسکی
- دانیل اولبریخسکی
- ویکتور زبوروفسکی
- ووادیسواف کووالسکی
- وویچیخ متسفالدوفسکی
- یولیا کامینسکا
- بوژنا دیکل
- میروسواف زبرویویچ
- والدمار چیشاک